# America First Field
El America First Field (anteriormente llamado Rio Tinto Stadium) es un estadio multipropósito en Estados Unidos ubicado en Sandy, Utah, y es la casa del Real Salt Lake, club de la Major League Soccer de los Estados Unidos.
La ceremonia inaugural del estadio tuvo lugar el 12 de agosto de 2006. Participaron de la ceremonia miembros del Real Madrid incluyendo a David Beckham. 
Dos planes de financiación para el estadio se rechazaron antes de una propuesta que se presentó el día antes de la fecha límite que el propietario del Real Salt Lake fijara como límite para la obtención de financiación de un nuevo estadio o la venta del equipo. El estadio se inauguró el 9 de octubre de 2008, en esa fecha el equipo fue anfitrión del torneo Red Bull New York.

## Financiación
El plan de financiación del estadio se derrumbó entre el 26 y 29 de enero de 2007, cuando el Comité de Examen de la deuda votó como no viable el plan de construcción del estadio. El alcalde de Salt Lake City Peter Corroon se vio obligado a aceptar como vocero en la Casa de Utah a Greg Curtis.
Sin embargo, la propuesta de un nuevo estadio se hizo el 2 de febrero. Desviaría el 15%, aproximadamente $ 2 millones por año, de la recaudación por impuestos de hotel del condado al estadio proyectado a partir de julio hasta el año 2015. El proyecto de ley fue aprobada por el Senado del Estado, y más tarde por la asamblea. El gobernador Jon Huntsman, Jr., firmó el proyecto de ley el 9 de febrero de 2007.